# Apeadero de Aguda
El apeadero de Aguda es un apeadero de la línea del Norte de la CP, situado en el municipio de Vila Nova de Gaia, en el PK 321,7.

## Características

### Localización y accesos
Se encuentra junto a la localidad de Vila Nova de Gaia, teniendo acceso de transporte por la calle de la Estación.

### Servicios
Esta plataforma es utilizada por los servicios regionales de la línea del norte, de la red de convoyes regionales de la operadora Comboios de Portugal.